# Локалитет Трњана код Брестовачке Бање
Локалитет Трњана код Брестовачке Бање је археолошко налазиште на којем је откривено је праисторијско насеље са некрополом из бронзаног доба, око 1200 — 1000 године п. н. е. Налази се на доминантној падини северно од Брестовачке Бање, на потезу Трњана.
Трогодишња археолошка истраживања на локалитету Трњана утврдила су насеље металурга из бронзаног доба. Металуршку делатност становника овог насеља потврђују и налази шљаке у већим количинама, необичних керамичких судова, камени тучкови и жрвњеви. Шљака се налази у свим до сада откривеним објектима. Уз само насеље откривена је и некропола са спаљеним покојницима, чије су урне постављене у кружне камене конструкције. До сада је откривена површина са 29 урни, односно конструкција. Овај локалитет је један од ретких налазишта насеља становника из касне бронзе, чија је делатност везана за топљење и прераду метала.